# Jurij Usakovs'kyj
Jurij Oleksandrovyč Usakovs'kyj (in ucraino Юрій Олександрович Усаковський?; Čerkasy, 10 ottobre 1968) è un ex giocatore di calcio a 5 ucraino.

## Carriera
Gemello di Serhij Usakovs'kyj, Jurij ha disputato l'European Futsal Tournament 1996 concuso dalla nazionale maschile di calcio a 5 dell'Ucraina al quinto posto. Nello stesso anno ha partecipato, da capitano, anche al FIFA Futsal World Championship 1996 in cui la selezione est-europea, al debutto nella competizione, è giunta fino alle semifinali, venendo in seguito sconfitta anche nella finalina dalla Russia.

## Palmarès

### Club
- Campionato russo: 1

Spartak Mosca: 2000-01